# Afrotysonia
Afrotysonia es un género de plantas con flores perteneciente a la familia Boraginaceae. Comprende 3 especies descritas y   aceptadas.

## Taxonomía
El género fue descrito por Stephan Rauschert  y publicado en Taxon 31(3): 558 (1982)

## Especies aceptadas
A continuación se brinda un listado de las especies del género Afrotysonia aceptadas hasta septiembre de 2013, ordenadas alfabéticamente. Para cada una se indica el nombre binomial seguido del autor, abreviado según las convenciones y usos.
- Afrotysonia africana
- Afrotysonia glochidiata
- Afrotysonia pilosicaulis